# Лахонтан (озеро)

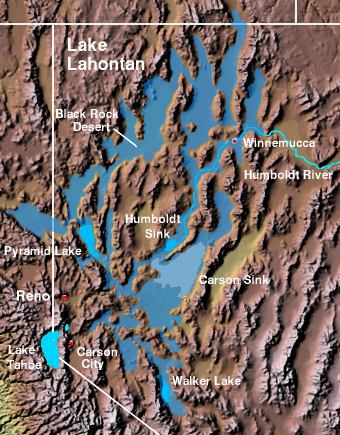
Озеро Лахонтан

Озеро Лахонтан и другие доисторические озёра США в период последнего оледенения.

Лахонтан — доисторическое плейстоценовое озеро, которое находилось на северо-востоке нынешнего американского штата Невада, частично затрагивая земли нынешней Калифорнии и Орегона. Озеро занимало большую часть Большого Бассейна.
Озеро было пресноводным. Наибольшей площади — 22 тыс. км² озеро достигало 12,7 тысяч лет назад. Его максимальная глубина составляла 270 метров. Изменение климата в конце эпохи плейстоцена привело к постепенному высыханию озера Лахонтан, которое практически исчезло примерно 9000 лет назад. По мере понижения уровня воды оно распадалось на ряд небольших озёр, большинство из них высыхало. К таким участкам относятся пустыня Блэк-Рок, впадина Карсона и впадина Гумбольдта. Единственными современными остатками, сохранившимися в качестве настоящих озёр, являются озеро Пирамид и озеро Уокер. Озеро Виннемукка высохло в 1930-х годах, а озеро Хони периодически пересыхает. О древней береговой линии свидетельствуют туфовые образования по всему району. 